# Villa Lorenzi
La Villa Lorenzi, Buella, Benati è una villa veneta risalente alla fine dell''800. Essa si trova nel comune di Marano di Valpolicella, località Canzago, in Valpolicella, nella provincia di Verona.
Progettata dall'architetto veronese Luigi Trezza nel 1790 è stata completata nel 1792. La villa è stata comunque edificata su precedenti costruzioni. Attualmente è in ottimo stato di conservazione, grazie alla famiglia Benati che l'ha acquistata negli anni settanta sottoponendola ad un accurato restauro.
La villa è costituita da un unico blocco parallelepipedo, che forma l'edificio padronale. Esso si divide in tre piani con tre ordini di finestre disposte a ritmo costante. Al piano nobile, le finestre sono arricchite da frontoncini curvi e triangolari. La struttura è praticamente simmetrica.
Gli interni sono ampiamente affrescati, probabilmente ad opera di Francesco Lorenzi.